# Даунсвілл (Меріленд)
Даунсвілл (англ. Downsville) — переписна місцевість (CDP) в США, в окрузі Вашингтон штату Меріленд. Населення — 341 особа (2020).

## Географія
Даунсвілл розташований за координатами 39°33′17″ пн. ш. 77°48′6″ зх. д. / 39.55472° пн. ш. 77.80167° зх. д. (39.554820, -77.801630).  За даними Бюро перепису населення США в 2010 році переписна місцевість мала площу 1,62 км², уся площа — суходіл.

## Демографія
Згідно з переписом 2010 року, у переписній місцевості мешкало 355 осіб у 131 домогосподарстві у складі 101 родини. Густота населення становила 219 осіб/км².  Було 145 помешкань (90/км²).
Расовий склад населення:
| - 97,5 % — білих - 0,6 % — корінних американців - 0,3 % — азіатів |

До двох чи більше рас належало 1,7 %. Частка іспаномовних становила 0,0 % від усіх жителів.
За віковим діапазоном населення розподілялося таким чином: 23,7 % — особи молодші 18 років, 62,8 % — особи у віці 18—64 років, 13,5 % — особи у віці 65 років та старші. Медіана віку мешканця становила 41,8 року. На 100 осіб жіночої статі у переписній місцевості припадало 105,2 чоловіків;  на 100 жінок у віці від 18 років та старших — 92,2 чоловіків також старших 18 років.
Середній дохід на одне домашнє господарство  становив 66 130 доларів США (медіана — 57 102), а середній дохід на одну сім'ю — 58 075 доларів (медіана — 56 193). За межею бідності перебувало 4,6 % осіб, у тому числі 4,9 % дітей у віці до 18 років та 14,6 % осіб у віці 65 років та старших.
Цивільне працевлаштоване населення становило 197 осіб. Основні галузі зайнятості: науковці, спеціалісти, менеджери — 20,3 %, освіта, охорона здоров'я та соціальна допомога — 17,8 %, фінанси, страхування та нерухомість — 13,2 %, будівництво — 11,2 %.